# Alejandro Cohen
Alejandro Cohen (Santiago de Chile en 1946-), es un actor y terapeuta chileno. Tras desarrollar estudios de teatro (Universidad de Chile), tuvo a mediados de la década de los 70 una carrera actoral meritoria que fue en notorio ascenso hasta su retiro de las tablas nacionales en 1988.

## Vida artística
Luego de egresar de la Universidad de Chile (escuela de teatro), viaja a Australia donde reside un par de años (1968/70). A su vuelta funda el conocido Teatro El Túnel, junto a Pina Brand y Tomás Vidiella (1970/73), el primer teatro café-concert en Chile. Cosechando un éxito tras otro, con obras de participación con el público y obras de repertorio universal.
Participa como actor invitado en el Teatro Nacional (U. de Chile), interpretando obras como: "Don Juan Tenorio", "Cyrano de Bergerac", "Otelo", entre otras.Además participa como actor en el teatro independiente (El Convetillo), protagonizando obras como "La muerte de un vendedor viajero","La comadre Lola" y dirigiendo a la obra "El Zoo de Cristal", entre otras participaciones.  Recibe premios y menciones constantemente como "Mejor Actor del Año" por sus actuaciones. Más adelante combina su trabajo escénico con teleseries. En 1974 participa en la película chilena "A la sombra del sol", basada en un suceso real, como uno de dos fugitivos de la cárcel de Calama, que al cometer un crimen en el poblado de Caspana, son ajusticiados por los lugareños. También participa en la película "La Estación del Regreso", dirigida por Leonardo Kocking (1087). En 2006 en la película "Pretendiendo", de Claudio Dabed.
Es en este periodo en que se transforma en uno de los actores favoritos del público chileno no solo por su calidad actoral además de una buena apariencia, lo que hace que resalte de las tablas a la televisión. 
Así, en 1979, es llamado por Televisión Nacional de Chile para protagonizar la dramatización del clásico de Alberto Blest Gana Martín Rivas junto a Sonia Viveros logrando junto a esta actriz gran afiatamiento por lo que se consagran con una pareja de mucho índice de audiencia. Dicha producción fue un gran hito en la historia de la televisión chilena, al ser la primera serie en color llevada a las pantallas en el país sudamericano,y adicionalmente la actuación de Cohen como Martin Rivas fue muy creíble.
Posteriormente permanecería en el mismo canal en los primeros años de su área dramática, protagonizando junto a Sonia Viveros otras producciones tales como "La gran mentira", "El juego de la vida", "La Represa" y "La dama del balcón", entre otras, hasta 1988, que vendría a ser su última teleserie.
Padre de 5 hijos (de 4 madres). Desde hace años casado con María Elena García.

## Israel
En 1985, la embajada de Israel en Chile extiende una invitación a Cohen para que visite dicho país y desarrolle su profesión en los teatros hebreos.
En 1988 - 1999 emigra a Israel. Durante ese período continúa con su labor artística, dirigiendo por un par de años un grupo de teatro latinoamericano, recorriendo todo el país. Además, dando clases de danza-teatro en una institución artística israelí, haciendo coreografías teatrales,y finalmente, contratado por el teatro nacional "Habima" como actor. Complementariamente, continúa su labor como actor de danza-teatro (Jersusalém), realizando talleres en el país y participando de cortos metrajes y dos largo metrajes.
Allí residió durante 11 años. Continúa desarrollando su labor artística como actor, profesor y director de teatro, cine y t.v. Es contratado por el teatro nacional (Habima), al margen de teatro-danza (Jerusalém)y coreógrafo de Cias. teatrales.
Durante su permanencia en Israel, decide dar un vuelco total en su vida llena de éxitos, abandona la actuación e inicia los estudios de Tao Shiatsu, hoy llamada Seiki Shiatsu, método de sanación cimentado en las antiguas tradiciones orientales.
Vuelve a Chile a fines de 1999, se establece para brindar servicio de curar y aliviar a los enfermos.

## Vuelta a Chile
Desde 2002 crea en Santiago, la Escuela de Tao Shiatsu Chile Digitopuntura (hoy Seiki Shiatsu) formando terapeutas, ofreciendo charlas, talleres y seminarios con el objetivo de continuar con el principio de ayudar a la comunidad aliviando el dolor humano. Posteriormente, en 2023,funda y crea la Escuela & Clínica DIGITOPUNTURA CUÁNTICA (www.digitocuantica.com). Evolucionando con los métodos anteriores con el fin de entregar un mejor y efectivo servicio al enfermo. Parte del aporte, es la incorporación de los tratamientos clínicos ONLINE (Auto Digitopuntura guiado en línea) y la Carrera de formación profesional de terapeuta. Carrera ONLINE/SEMIPRESENCIAL.
Su interés por el alivio, Cohen, realiza permanentemente charlas de motivación a grupos independientes de personas, instituciones, consultorios públicos (del Ministerio de Salud ), municipalidades comunitarias, empresas (Recursos Humanos), etc.

## Teleseries
- La pendiente (Canal 13, 1971)
- Martín Rivas (TVN,1979) - Martín Rivas
- La gran mentira (TVN,1982) - Sergio García
- El juego de la vida (TVN,1983) - Guillermo Montero
- La represa (TVN,1984) - Alberto Vergara
- La Villa (TVN,1986) - Diego Luco
- La dama del balcón (TVN,1986) - Samuel Guzmán

## Programas de televisión
- Dudo (Canal 13C, 2013) - Invitado

- Datos: Q5664900